# Czesław Rębowski

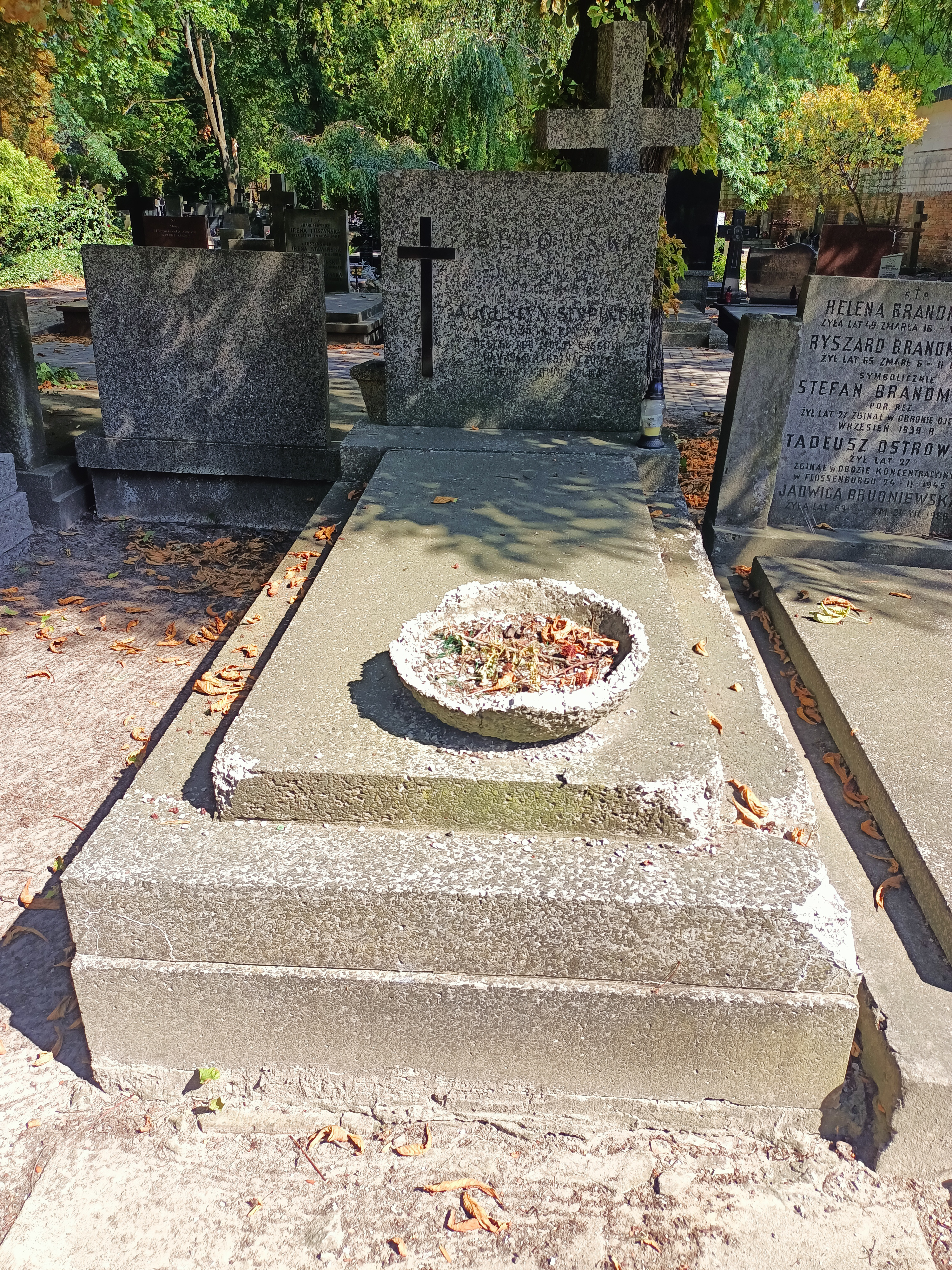
Grób lekkoatlety Czesława Rębowskiego na cmentarzu Powązkowskim

Czesław Alfons Rębowski (ur. 29 grudnia 1901 w Łodzi, zm. 23 lipca 1940 w Warszawie) – polski lekkoatleta, trener i dziennikarz.

## Życiorys
Był synem Stanisława i Władysławy Głowackiej. W 1921 roku ukończył państwowe gimnazjum im M. Kopernika. W 1926 ukończył studia na Wydziale Lądowym Politechniki Warszawskiej. 
W 1922 reprezentował 28 Pułk Strzelców Kaniowskich w Łodzi. Był założycielem, a następnie w latach 1922-1925  zawodnikiem sekcji lekkoatletycznej ŁKS Łódź. W 1927 ukończył Państwowy Instytut Wychowania Fizycznego. Był wszechstronnym zawodnikiem.
Jako zawodnik ŁKS zdobył tytuł wicemistrza polski w 5-boju. Prowadził zimowe zaprawy zawodniczek Polonii Warszawa i Warszawianki. W 1926 roku został zawodnikiem drużyny HKS Varsovia. W latach 1928–1929 był kierownikiem Wychowania Fizycznego w Kwaterze Głównej ZHP. Pisał w gazetach: Kurier Łódzki (1923-1927), Stadion (1924-1929), Higiena Ciała i Sport. Do 1928 był szefem działu sportowego tej gazety. Był członkiem Związku Dziennikarzy i Publicystów Sportowych RP.
Podczas II wojny światowej działał w konspiracji pod pseudonimem Czesław w OWW Wilki. Został zdradzony przez Szymona Wiktorowicza. 2 czerwca 1940 został aresztowany i osadzony w siedzibie Gestapo na Alei Szucha. 
Popełnił samobójstwo podczas przesłuchania, skacząc z okna. Został pochowany na Cmentarzu Powązkowskim w Warszawie (kwatera 344 rząd 2 miejsce 6).

## Odznaczenia
- Srebrny Krzyż Zasługi (1931) za zasługi na polu wychowania fizycznego i sportu.